# Collegio di Barnsley East
Barnsley East è stato un collegio elettorale inglese della Camera dei comuni del Parlamento del Regno Unito, situato nel South Yorkshire. Eleggeva un membro del Parlamento con il sistema maggioritario a turno unico; il collegio è stato abolito in occasione della revisione periodica del 2024.

## Confini
- 1983-1997: i ward del borgo di Barnsley di Brierley, Cudworth, Darfield, Dearne South, Dearne Thurnscoe, Wombwell North e Wombwell South.
- 2010-2024: i ward del borgo di Barnsley di Cudworth, Darfield, Hoyland Milton, North East, Rockingham, Stairfoot, Wombwell e Worsbrough.

A seguito della revisione della rappresentanza del South Yorkshire a Westminster per le elezioni del 2010, la Boundary Commission fo England divise l'esistente Barnsley East and Mexborough per dividere Barnsley East da Mexborough e creare il nuovo collegio di Barnsley East.

## Membri del Parlamento
| Elezione | Elezione          | Deputato           | Partito            |
| -------- | ----------------- | ------------------ | ------------------ |
|          | 1983              | Terry Patchett     | Laburista          |
| 1996 (S) | Jeff Ennis        |                    | Laburista          |
|          | 1997              | Collegio abolito   | Collegio abolito   |
|          | 2010              | Collegio ri-creato | Collegio ri-creato |
|          | 2010              | Michael Dugher     | Laburista          |
| 2017     | Stephanie Peacock |                    | Laburista          |
|          | 2024              | Collegio abolito   | Collegio abolito   |

## Risultati elettorali

### Elezioni negli anni 2010
| Partito                    | Partito                                | Candidato                  | Risultati 12 dicembre 2019 | Risultati 12 dicembre 2019 |
| Partito                    | Partito                                | Candidato                  | Voti                       | %                          |
| -------------------------- | -------------------------------------- | -------------------------- | -------------------------- | -------------------------- |
|                            | Laburista                              | Stephanie Peacock          | 14 329                     | 37,64                      |
|                            | Brexit                                 | Jim Ferguson               | 11 112                     | 29,19                      |
|                            | Conservatore                           | Adam Gregg                 | 10 377                     | 27,26                      |
|                            | Lib Dem                                | Sophie Thornton            | 1 330                      | 3,49                       |
|                            | Verdi                                  | Richard Trotman            | 922                        | 2,42                       |
|                            |                                        |                            |                            |                            |
| Iscritti                   | Iscritti                               | Iscritti                   | 69 504                     | 100,00                     |
| ↳ Votanti (% su iscritti)  | ↳ Votanti (% su iscritti)              | ↳ Votanti (% su iscritti)  | 38 070                     | 54,77                      |
| ↳ Astenuti (% su iscritti) | ↳ Astenuti (% su iscritti)             | ↳ Astenuti (% su iscritti) | 31 434                     | 45,23                      |
|                            |                                        |                            |                            |                            |
|                            | Esito: collegio confermato a Laburista |                            |                            |                            |

| Partito                    | Partito                                | Candidato                  | Risultati 8 giugno 2017 | Risultati 8 giugno 2017 |
| Partito                    | Partito                                | Candidato                  | Voti                    | %                       |
| -------------------------- | -------------------------------------- | -------------------------- | ----------------------- | ----------------------- |
|                            | Laburista                              | Stephanie Peacock          | 24 280                  | 59,54                   |
|                            | Conservatore                           | Andrew Lloyd               | 10 997                  | 26,97                   |
|                            | UKIP                                   | James Dalton               | 3 247                   | 7,96                    |
|                            | Yorkshire                              | Tony Devoy                 | 1 215                   | 2,98                    |
|                            | Lib Dem                                | Nicola Turner              | 750                     | 1,84                    |
|                            | Democratici                            | Kevin Riddiough            | 287                     | 0,70                    |
|                            |                                        |                            |                         |                         |
| Iscritti                   | Iscritti                               | Iscritti                   | 69 583                  | 100,00                  |
| ↳ Votanti (% su iscritti)  | ↳ Votanti (% su iscritti)              | ↳ Votanti (% su iscritti)  | 40 776                  | 58,60                   |
| ↳ Astenuti (% su iscritti) | ↳ Astenuti (% su iscritti)             | ↳ Astenuti (% su iscritti) | 28 807                  | 41,40                   |
|                            |                                        |                            |                         |                         |
|                            | Esito: collegio confermato a Laburista |                            |                         |                         |

| Partito                    | Partito                                | Candidato                  | Risultati 7 maggio 2015 | Risultati 7 maggio 2015 |
| Partito                    | Partito                                | Candidato                  | Voti                    | %                       |
| -------------------------- | -------------------------------------- | -------------------------- | ----------------------- | ----------------------- |
|                            | Laburista                              | Michael Dugher             | 21 079                  | 54,73                   |
|                            | UKIP                                   | Robert Swiffen             | 9 045                   | 23,48                   |
|                            | Conservatore                           | Katharine Harborne         | 5 622                   | 14,60                   |
|                            | Lib Dem                                | Ruth Coleman-Taylor        | 1 217                   | 3,16                    |
|                            | Yorkshire                              | Tony Devoy                 | 647                     | 1,68                    |
|                            | Democratici                            | Kevin Riddiough            | 440                     | 1,14                    |
|                            | TUSC                                   | Ralph Dyson                | 364                     | 0,95                    |
|                            | Vapers in Power                        | Billy Marsden              | 103                     | 0,27                    |
|                            |                                        |                            |                         |                         |
| Iscritti                   | Iscritti                               | Iscritti                   | 69 150                  | 100,00                  |
| ↳ Votanti (% su iscritti)  | ↳ Votanti (% su iscritti)              | ↳ Votanti (% su iscritti)  | 38 517                  | 55,70                   |
| ↳ Astenuti (% su iscritti) | ↳ Astenuti (% su iscritti)             | ↳ Astenuti (% su iscritti) | 30 633                  | 44,30                   |
|                            |                                        |                            |                         |                         |
|                            | Esito: collegio confermato a Laburista |                            |                         |                         |

| Partito                    | Partito                                      | Candidato                  | Risultati 6 maggio 2010 | Risultati 6 maggio 2010 |
| Partito                    | Partito                                      | Candidato                  | Voti                    | %                       |
| -------------------------- | -------------------------------------------- | -------------------------- | ----------------------- | ----------------------- |
|                            | Laburista                                    | Michael Dugher             | 18 059                  | 47,05                   |
|                            | Lib Dem                                      | John Brown                 | 6 969                   | 18,16                   |
|                            | Conservatore                                 | James Hockney              | 6 329                   | 16,49                   |
|                            | BNP                                          | Colin Porter               | 3 301                   | 8,60                    |
|                            | UKIP                                         | Tony Watson                | 1 731                   | 4,51                    |
|                            | Indipendente                                 | Kevin Hogan                | 712                     | 1,85                    |
|                            | Indipendente                                 | Eddie Devoy                | 684                     | 1,78                    |
|                            | Laburista Socialista                         | Ken Capstick               | 601                     | 1,57                    |
|                            |                                              |                            |                         |                         |
| Iscritti                   | Iscritti                                     | Iscritti                   | 68 442                  | 100,00                  |
| ↳ Votanti (% su iscritti)  | ↳ Votanti (% su iscritti)                    | ↳ Votanti (% su iscritti)  | 38 396                  | 56,10                   |
| ↳ Astenuti (% su iscritti) | ↳ Astenuti (% su iscritti)                   | ↳ Astenuti (% su iscritti) | 30 046                  | 43,90                   |
|                            |                                              |                            |                         |                         |
|                            | Esito: collegio a Laburista (nuovo collegio) |                            |                         |                         |

## Risultati dei referendum

### Referendum sulla permanenza del Regno Unito nell'Unione europea del 2016
|             | Collegio      | Lasciare UE % | Rimanere in UE % |
| ----------- | ------------- | ------------- | ---------------- |
|             | Barnsley East | 70,7%         | 29,3%            |
| Inghilterra | 53,3%         | 46,7%         |                  |
| Regno Unito | 51,9%         | 48,1%         |                  |